# Frederick Barrett
Frederick Whitfield Barrett (født 20. juni 1875 i Cork, Irland, død 7. november 1949 i Swindon) var en britisk polospiller som deltog i OL 1920 i Antwerpen og 1924 i Paris.
Barrett blev olympisk mester i polo under OL 1920 i Antwerpen med det britiske hold, der også havde Teignmouth Melville, Vivian Lockett og John Wodehouse med.
Fire år senere vandt han en bronzemedalje under OL 1924 i Paris med det britiske hold, mens Argentina og USA vandt sølv og guld. De andre på holdet var Dennis Bingham, Frederick Guest og Percival Wise.